# Francisco María Ferrando
Francisco María Ferrando (Valencia, 14 de octubre de 1848 - Santiago de Compostela, 26 de junio de 1922) fue un sacerdote franciscano español, estudioso sobre la obra de san Buenaventura de Bagnoregio.
A los 18 años de edad vistió el hábito franciscano en el Colegio de San Francisco de Santiago de Compostela, donde hizo la profesión solemne en 1870. Desempeñó diversos cargos en su Provincia: maestro de novicios y de clérigos, rector del Colegio, definidor. Fue un religioso de una gran actividad que se consagró a la enseñanza y a la predicación; se distinguió por difundir con entusiasmo la Orden Franciscana Seglar. Estuvo privado de la vista cerca de treinta años, pero nunca abandonó el púlpito y la pluma, sirviéndose de amanuenses.
Fue el primer director de la revista El Eco Franciscano y su principal redactor hasta poco antes de su muerte. Tradujo al español varias obras de san Buenaventura que publicó en Santiago, como Los dones del Espíritu Santo, Figuras de la Eucaristía, El Decálogo, Leyenda de San Francisco. Además dio a luz otros libros como: Apuntes históricos relativos al Colegio de los PP. Franciscanos de Santiago, Santiago 1916; El Misterio de la Fe, o sea Catecismo Eucarístico, Barcelona 1897; La Venerable Orden Tercera, Santiago 1907. También publicó algunas obras en colaboración con el padre José Catalá. Murió el 26 de junio de 1922 en Santiago de Compostela.